# 孫弘祚
孫弘祚（？—？），陕西西安府雒南縣民籍，华阴县人。

## 生平
天啓四年（1624年）甲子科陕西乡试举人，天啓五年（1625年）联捷乙丑科進士，授内阁中书舍人。